# Xometla, Mixtla de Altamirano
Xometla är en ort i Mexiko.   Den ligger i kommunen Mixtla de Altamirano och delstaten Veracruz, i den sydöstra delen av landet, 240 km öster om huvudstaden Mexico City. Xometla ligger 1 439 meter över havet och antalet invånare är 119.
Terrängen runt Xometla är bergig söderut, men norrut är den kuperad. Runt Xometla är det ganska tätbefolkat, med 199 invånare per kvadratkilometer. Närmaste större samhälle är Zongolica, 5,5 km norr om Xometla. I omgivningarna runt Xometla växer huvudsakligen savannskog.